# Hallam Cooley

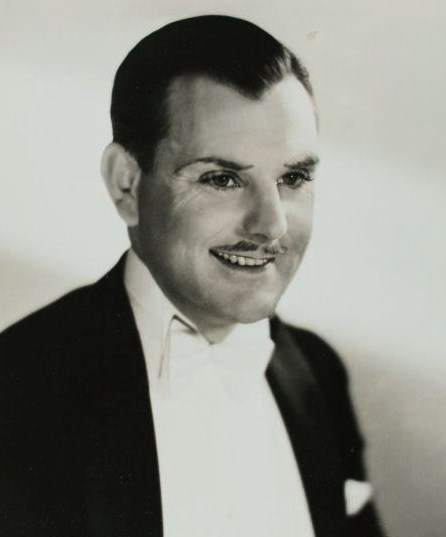
Hallam Colley, 1930

Hallam Cooley (auch Hal Cooley; bürgerlich: Hallam Burr; * 8. Februar 1895 in Brooklyn; † 20. März 1971 in Tiburon, Kalifornien) war ein US-amerikanischer Stummfilmschauspieler.

## Leben
Cooley besuchte die Northwestern Military Academy in Highland Park, Illinois, und schloss sein Studium an der University of Minnesota ab. Er begann als Bühnenschauspieler und arbeitete später für American, Ince, Selig und Universal Studios, bevor er zu Famous Players–Lasky wechselte. Von 1913 bis zuletzt 19136 spielte er in mehr als 100 Produktionen mit. 
Cooley und Elizabeth Bates heiratete am ersten Weihnachtsfeiertag 1919 und sie ließen sich im Juli 1934 scheiden. Seine zweite Frau war Doris MacMahon und sie heirateten am 1. August 1935. Er vertrat die Meinung, ein direkter Nachfahre von Aaron Burr, dem dritten Vizepräsidenten der Vereinigten Staaten, zu sein.

## Filmographie
- 1917: Bull's Eye
- 1917: The Cricket
- 1918: The Guilty Man
- 1918: The Deciding Kiss
- 1918: The Brass Bullet
- 1919: Happy Though Married
- 1919: More Deadly Than The Male
- 1919: One of the Finest
- 1919: Upstairs
- 1920: An Old Fashioned Boy
- 1920: A Light Woman
- 1920: Trumpet Island
- 1920: Pinto
- 1921: What Do Men Want?
- 1921: The Foolish Age
- 1921: The Ten Dollar Raise
- 1921: Playing With Fire
- 1922: Beauty's Worth
- 1922: Her Night of Nights
- 1922: Up and at 'Em
- 1922: The Wise Kid
- 1922: Confidence
- 1922: Rose o' the Sea
- 1922: The Kingdom Within
- 1922: One Week of Love
- 1923: Dollar Devils
- 1923: Going Up
- 1923: Are You a Failure?
- 1924: Sporting Youth
- 1924: The White Sin
- 1924: Never Say Die
- 1925: Dr. Palmers unheimliches Haus (The Monster)
- 1925: Free to Love
- 1925: Stop Flirting
- 1925: The Thoroughbred
- 1925: Seven Days
- 1925: Some Pun'kins
- 1926: Forever After
- 1927: Susannes erstes Abenteuer (Naughty but Nice)
- 1927: Her Wild Oat
- 1927: Von Braut zu Braut (Wedding Bills)
- 1928: The Home Towners
- 1929: Fancy Baggage
- 1929: Paris Bound
- 1929: Stolen Kisses
- 1929: In the Headlines
- 1929: So Long Letty
- 1929: Wedding Rings
- 1929: Tonight at Twelve
- 1930: Back Pay
- 1930: Holiday
- 1930: Die Drei von der Feuerwache (Soup to Nuts)
- 1931: Vollblut (Sporting Blood)
- 1932: Frisco Jenny